# Сорокино (Митищинський міський округ)
Соро́кино (рос. Сорокино) — присілок у складі Митищинського міського округу Московської області, Росія.

## Населення
Населення — 256 осіб (2010; 388 у 2002).
Національний склад (станом на 2002 рік):
- росіяни — 98 %